# Ошуриха
 Ошуриха — деревня в Ивановском районе Ивановской области. Входит в состав Тимошихского сельского поселения.

## География
Находится в центральной части Ивановской области на расстоянии приблизительно 21 км на восток-северо-восток по прямой от вокзала станции Иваново.

## История
Деревня уже была на карте 1808 года. В 1859 году здесь (тогда деревня Шуйского уезда Владимирской губернии) было учтено 27 дворов.

## Население
Постоянное население составляло 101 человек (1859 год), 13 в 2002 году (русские 100 %), 12 в 2010.